# ايدي سينيور
ايدي سينيور (بالفرنسية: Eddy Seigneur)‏ مواليد 15 فبراير 1969 في فرنسا، هو دراج فرنسي سابق في صنف سباق الدراجات على الطريق.

## سجل النتائج

### سباقات أو مراحل فاز بها
- طواف فرنسا

## وصلات خارجية
- الموقع الرسمي

## روابط خارجية
- ايدي سينيور على موقع الاتحاد الدولي للدراجات (الإنجليزية)
- ايدي سينيور على موقع أرشيف الدراجات (الإنجليزية)
- ايدي سينيور على موقع إحصائيات الدراجات الإحترافية (الإنجليزية)
- ايدي سينيور على موقع نسبة الدراجات (الإنجليزية)
- ايدي سينيور على موقع CycleBase (الإنجليزية)